# ارلنباخ آم ماین
شهر ارلنباخ آم ماین در ایالت بایرن در کشور آلمان واقع شده است.

## نگارخانه

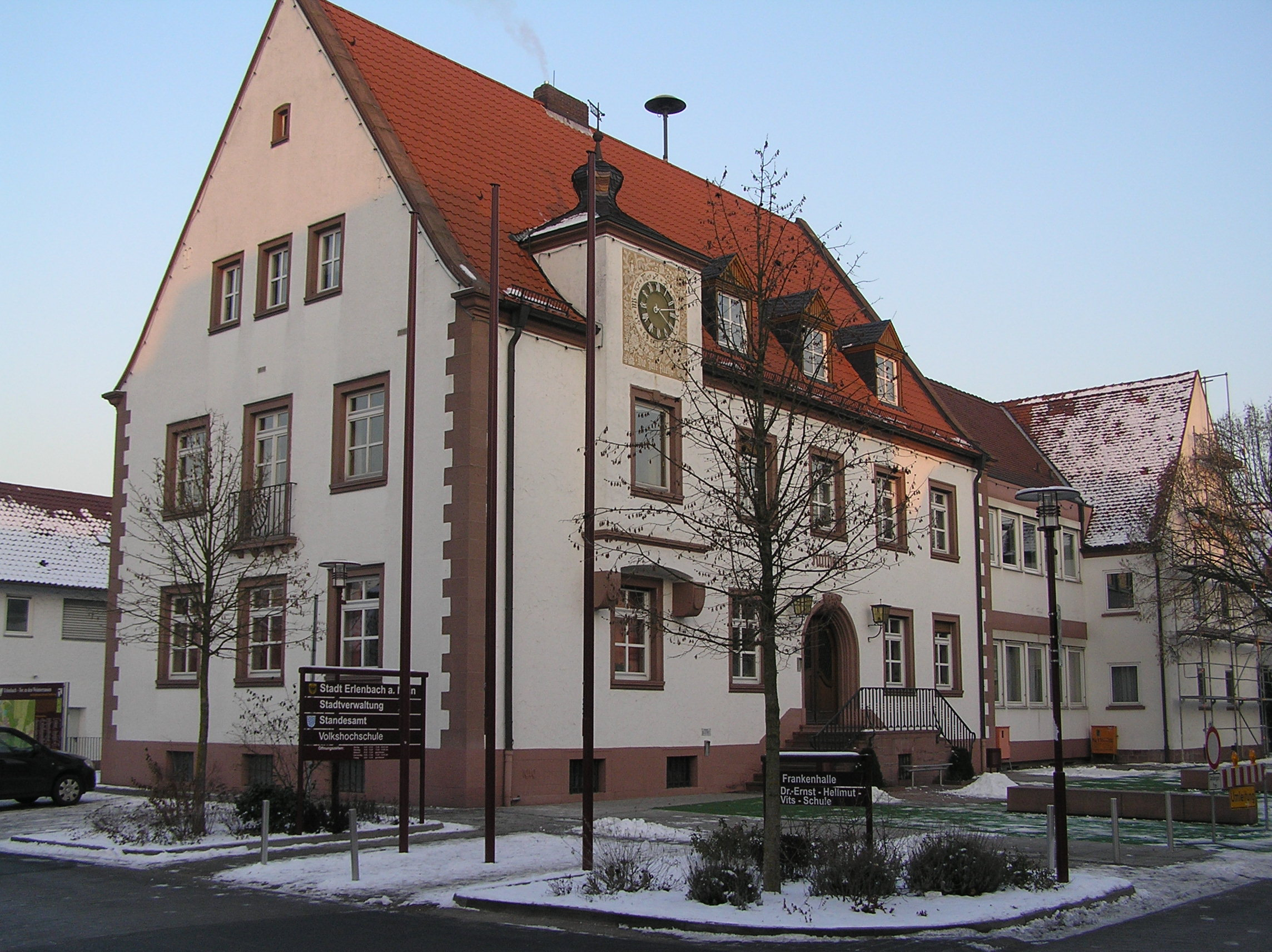
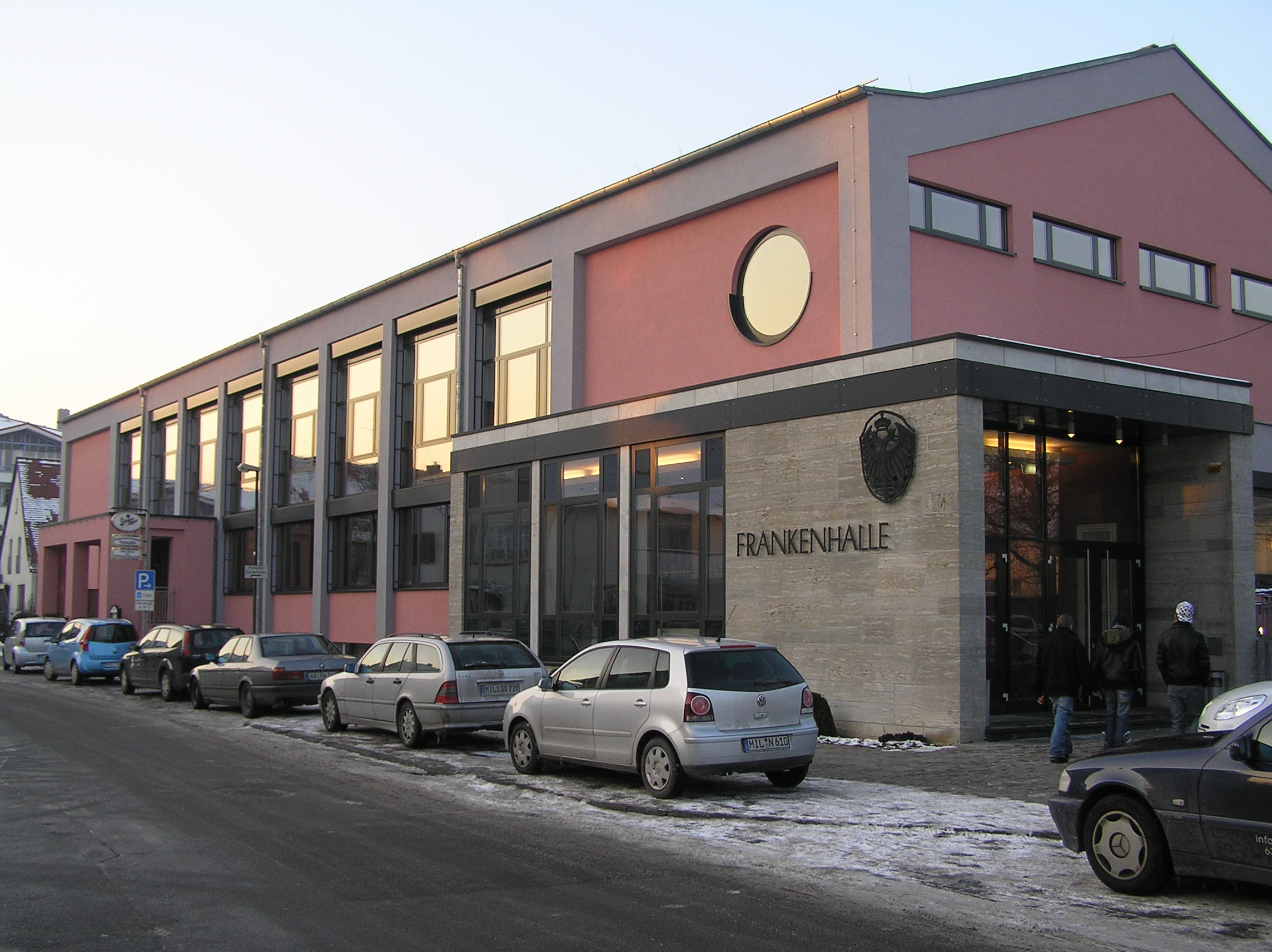
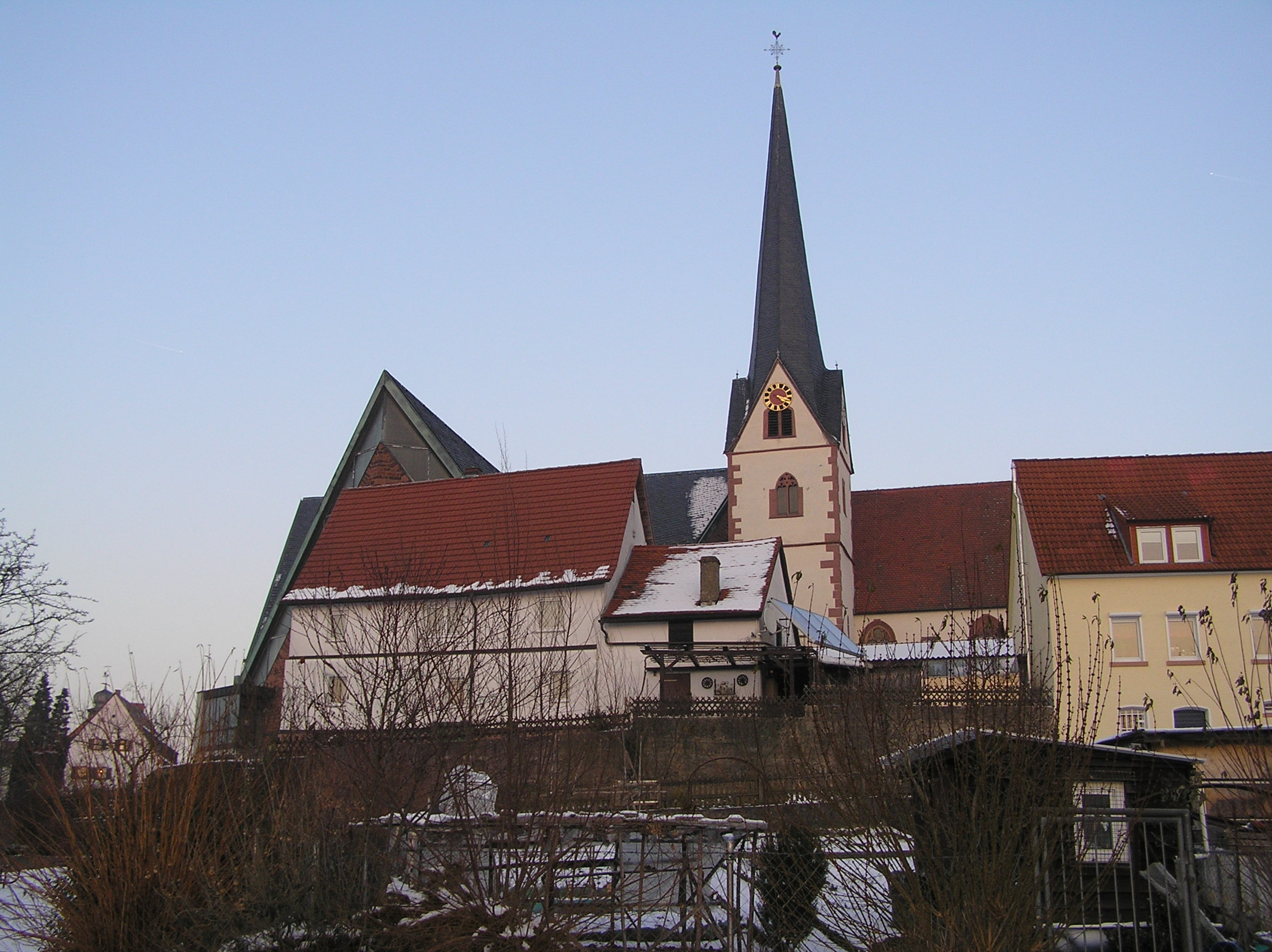
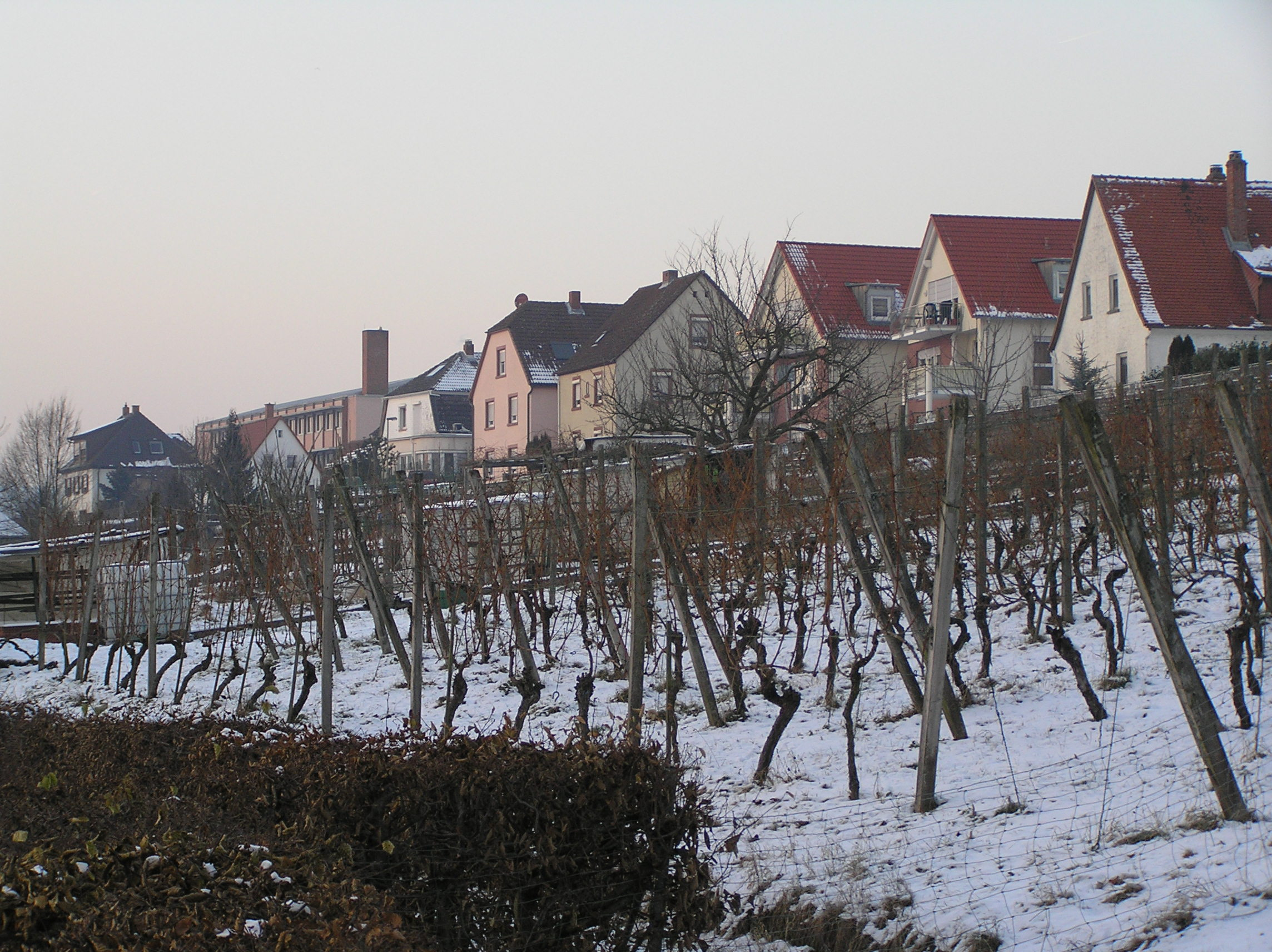